# Mereoni Raluve
Mereoni Raluve (ur. 17 listopada 1981) – fidżyjska lekkoatletka.
Dwukrotna srebrna medalistka igrzysk Południowego Pacyfiku z 2003: na 200 m uzyskała czas 24,71 s, a 400 m pobiegła w czasie 55,35 s.
Brązowa medalistka mistrzostw Oceanii na 400 m z 2004 z czasem 59,38 s.
Trzykrotna medalistka miniigrzysk Południowego Pacyfiku: w 2001 zdobyła brąz na 200 m z czasem 26,18 s i 400 m z czasem 59,44 s, a w 2005 wywalczyła brąz na 400 m z czasem 59,11 s.
Rekordy życiowe:
- 100 m – 12,27 s ( Auckland, 29 listopada 2003)
- 200 m – 26,02 s ( Santiago, 19 października 2000)
- 400 m – 55,35 s ( Suva, 9 lipca 2003, Igrzyska Południowego Pacyfiku 2003)